# Доллівер (Айова)
Доллівер (англ. Dolliver) — місто (англ. city) в США, в окрузі Еммет штату Айова. Населення — 65 осіб (2020).

## Географія
Доллівер розташований за координатами 43°27′50″ пн. ш. 94°36′52″ зх. д. / 43.46389° пн. ш. 94.61444° зх. д. (43.463836, -94.614318).  За даними Бюро перепису населення США в 2010 році місто мало площу 0,94 км², уся площа — суходіл.

## Демографія
Згідно з переписом 2010 року, у місті мешкало 66 осіб у 34 домогосподарствах у складі 18 родин. Густота населення становила 70 осіб/км².  Було 42 помешкання (45/км²).
Расовий склад населення:
| - 100,0 % — білих |

До двох чи більше рас належало 0,0 %. Частка іспаномовних становила 0,0 % від усіх жителів.
За віковим діапазоном населення розподілялося таким чином: 12,1 % — особи молодші 18 років, 59,1 % — особи у віці 18—64 років, 28,8 % — особи у віці 65 років та старші. Медіана віку мешканця становила 52,0 року. На 100 осіб жіночої статі у місті припадало 112,9 чоловіків;  на 100 жінок у віці від 18 років та старших — 107,1 чоловіків також старших 18 років.
Середній дохід на одне домашнє господарство  становив 66 590 доларів США (медіана — 49 583), а середній дохід на одну сім'ю — 80 145 доларів (медіана — 70 625). За межею бідності перебувало 12,5 % осіб, у тому числі 23,1 % дітей у віці до 18 років та 13,3 % осіб у віці 65 років та старших.
Цивільне працевлаштоване населення становило 38 осіб. Основні галузі зайнятості: транспорт — 21,1 %, роздрібна торгівля — 15,8 %, виробництво — 15,8 %.